# Дуб крупноплідний (Чернівці)
Дуб крупноплі́дний — ботанічна пам'ятка природи місцевого значення в Україні. Розташована в межах міста Чернівці, на вулиці 28 Червня, 71. 
Площа 0,01 га. Статус надано згідно з рішенням облвиконкому від 30.05.1979 року № 198. Перебуває у віданні Чернівецького технікуму залізничного транспорту. 
Статус надано з метою збереження окреме дерева дуба, рідкісного екзота віком понад 140 років. Має наукове та естетичне значення.